# كايزو (غيفو)
مدينة كايزو (بالإنجليزية: Kaizu)‏ هي أحد المدن التابعة لمحافظة غيفو. تأسست رسميًا في 28/03/2005. ويقدر عدد سكانها بـ 38532 نسمة حسب تقدير مكتب الإحصاء الياباني لعام 2012. تبلغ مساحة كايزو 112.31 كم2. بكثافة سكانية تبلغ 343 نسمة/كم2.

## توأمة
لكايزو (غيفو) اتفاقيات توأمة مع:
- آيساي (1 مارس 2007 - )

## أعلام
- هيرومي كوجيما